# Mont-Soleil Open Air Festival
Pour les articles homonymes, voir Open Air.
Le Mont-Soleil Open Air Festival est un festival de musique suisse se déroulant à Saint-Imier, canton de Berne depuis 1995. Ce festival repose avant tout sur l'utilisation d'énergie renouvelable par les éoliennes et la centrale photovoltaïque du Mont-Soleil. 2006 marque la 10e édition.
En 2006, après trois années de météo défavorable, le festival est en déficit. Il n'y a donc plus eu de nouvelle édition.
Le Mont-Soleil Open Air Festival cède ses derniers fonds pour soutenir Festivall Saint-Imier, le nouveau Open Air créé par des jeunes de la région.
«Comme leur association possédait encore des fonds, ils nous ont aidé en nous reversant ce solde. Ils nous ont aussi donné beaucoup d'informations en matière de financement. Pour nous, c'est sûr que c'est primordial d'être entourés de personnes qui s'y connaissent au niveau organisationnel.»  Joey Lautenschlager (Président de Festivall Saint-Imier.

## Principaux artistes
- 2004 : Jérémie Kisling, Patricia Kaas, Pleymo, The Rasmus, Tryo, Stéphane Eicher, Matmatah

- 2005 : Nada Surf, Eskobar, Clawfinger, Heather Nova, Orishas, David Hallyday, Noa

- 2006 : La Grande Sophie, Hooverphonic, Hugues Aufray, I Muvrini,